# A nyolcadik utas: a Halál
A Nyolcadik utas: a Halál (eredeti cím: Alien, sz. sz. „idegen”, értsd: földönkívüli lény) 1979-ben bemutatott angol-amerikai koprodukcióban készült horrorfilm Ridley Scott rendezésében. A főszerepben Sigourney Weaver és Ian Holm látható. A film további főszereplője egy agresszív, félig értelmes földönkívüli lény, egy tökéletes gyilkos, aki ösztöneitől hajtva egyesével levadássza egy teherűrhajó legénységét.
Magyarországon az Alien mozisorozat egészen a 3. részig eredetileg nem kapott felolvasott címben Alien-re utaló jelzőt, de a 4. rész behozatalával a jogtulajdonos visszamenőleg módosította a forgalmazási adatokat. Majd 2018-ban a Fórum Hungary-hoz került a filmek forgalmazása és minden platformon lekerültek a régi "halálos" magyar címek felolvasott narrációi. (TV-vetítésen és DVD-kiadáson is.) Illetve az InterCom régi jog-átbirtoklását követően az első film meghirdetésében a "nyolcadik" szó elé bekerült egy A-betű ismeretlen hibából adódóan, pedig az InterCom szinkronjában sem hangzik fel. Az M1 TV-csatornától eredő címváltozat és az InterCom korábbi (mára eltörölt) narrációja egybehangzóan "Nyolcadik utas: a Halál" volt. Egyéb ismeretlen körülmény, hogy hivatalosnak tűnő források szerint az InterCom készítette az első szinkront és ennek egyéb jogi helyzetek ellentmondanak.
A sci-fi, drámai és horror elemeket ötvöző mű  népszerűsége folytatások elkészítésére inspirálta az alkotókat. A kezdetben egyszerű horrornak induló film kultuszfilmmé vált és mára a sci-fi műfaj jelentős, stílusteremtő alkotásaként is számon tartják. Az Amerikai Filmintézet minden idők hetedik legjobb sci-fi filmjének választotta. A film többrétegű: a horror elemet képviselő idegennel való küzdelem mellett a játékidő nagy részét teszi ki a legénység küzdelme az űrbeli körülmények ellen, egymással való konfliktusaik és az akció/horror elemek is legalább annyira szólnak az emberként való helytállásáról, mint a vérről és a rémületről. Fontos eleme a filmnek a látványvilága is – az Oscar-díjas látványterveket H. R. Giger, szürreális sci-fi világot alkotó grafikusművész készítette, aki nem kis részben a filmnek köszönheti világhírét. [forrás?]
Ez volt az egyik első olyan alkotás a filmtörténetben, amelyben nő játszotta az akcióhős szerepét. A film a kritikusok és a nézők tetszését is elnyerte; az eredeti művet három hivatalos folytatás és kettő kvázi-előzményfilm követte, valamint számtalan regény és több számítógépes játék is készült a történetből.

## Történet
Időszámításunk szerint 2122: a Weyland-Yutani Bányászati Társaság Nostromo nevű teherszállító űrhajója hosszas kiküldetés után éppen a Föld felé tart 2122-ben. Legénysége hét fő és egy Jones nevű vörös kandúr, valamint az űrhajót irányító Anya nevű számítógép. A film kezdetén Anya rejtélyes rádiójeleket fog egy közeli, feltérképezetlen bolygóról. Felébreszti a legénységet a hibernációból, a szabályzat szerint ugyanis ha idegen bolygót találnak, ahol élet lehet, kötelesek azt megvizsgálni. Bár nem túl lelkesek, a várható jutalom reménye felbátorítja őket.
A teljes legénység (Dallas kapitány, Kane, Ash, Lambert, Brett, Parker, és Ripley) egy kisméretű komppal landol a Zeta 2 Reticuli rendszer egy gázóriásának holdján, az LV-426-on, ahol rendkívül mostohák a körülmények. Dallas, Kane és Lambert rövid kutatás után egy ismeretlen eredetű, évezredekkel azelőtt becsapódott űrhajóra bukkannak. Bemennek a belsejébe, ahol rövid kutatás után egy civilizált idegen lény megkövült maradványaira bukkannak és bordái átszakítva kifordulva kövültek meg. Időközben rájönnek a Nostromón, hogy a rádióadás (amit az idegen lény kezdett el sugározni) nem segélykérés, hanem figyelmeztetés, de késő már értesíteni a többieket. Kane leereszkedik az űrhajó rakterébe, ahol ezernyi bőrhéjú tojást talál. Az egyikből váratlanul egy rákszerű lény ugrik ki, majd karjaival rátapad az arcára. A többiek kétségbeesetten visszaviszik a hajóra, bár ez ellentmond a szabályzatnak és ezért komoly konfliktus alakul ki Ripley-vel. Végül a lényt – amely mesterséges kómában tartja a férfit – azonban sehogy sem tudják leszedni az arcáról, mert kísérletek hatására többféle védekezéssel egyéb problémákat okoz a legénységnek. A vizsgálatok szerint a szükséges oxigénnel táplálva valójában életben tartja a férfit és egyéb azonosíthatatlan anyagot helyez el benne.
A lény végül magától elpusztul és leválik Kane-ről. Nem sokkal ezután a teljesen egészségesnek tűnő Kane felébred és a legénység többi tagjával együtt étkezik. Azonban hirtelen fuldokolni kezd, ezt követően egy idegen lény tör ki mellkasüregéből és bordái közül. A kirobbanó lény "magzati" helyzetét egészen pontosan egyik folytatás sem határozta meg, de az "Alien: Covenant" c. melléktörténet szerint spóra tör utat testüregi szövetekbe és ezáltal valószínűleg az arctámadó lény is ilyen örökítőanyagot használ beültetésre. Ash nem engedi megölni a kisméretű lényt, amely így el tud menekülni. A legénység tagjai végül a kis szörny után erednek, de nem sejtik, hogy az elképesztő sebességgel fejlődik és időközben hatalmassá vált.
Brett éppen Jonest, a macskát keresgéli a hajó egyik hátsó zugában, amikor az idegen lecsap rá, és elhurcolja; a többiek viszont nem találnak se vért, se holttestet. Nem sokkal ezután az idegen a szellőzőjáratokba települ át. Dallas lángszóróval próbálja meg elkapni, de nem sikerül neki; őt is elragadja a lény. Dallas halála után Ripley veszi át a parancsnokságot. Megkérdezi Anyát, hogy mennyi az esély a lény elpusztítására és kiderül, hogy ez lehetetlen; az események hátterében a Társaság áll, nekik kell az idegen lény. Nem sokkal ezután Ash megtudja, hogy Ripley ismeri a különleges utasításban leírtakat, ezért megtámadja a nőt, de a többiek segítenek Ash megfékezésében. Kiderül, hogy Ash egy android, melyet a Társaság küldött az akció zökkenőmentes lebonyolítása érdekében.
A három még életben maradt utas elhatározza, hogy megsemmisíti a Nostromót, és a Narcissus nevű komppal menekülnek el. Azonban az idegen támadása miatt egyedül Ripley és Jones tud eljutni a detonátorig, majd a komp fedélzetére, az idegen lény azonban már a kompban tartózkodik. Végül Ripley úgy végez vele, hogy kinyitja a légzsilipet, ezután a hajtóművel elhamvasztja a lényt. A film végén Ripley és Jones is hiperálomba merül, abban a reményben, hogy néhány héten belül rájuk talál valaki.

## Szereplők
| Szereplő                          | Színész                  | Magyar hang            | Magyar hang            |
| Szereplő                          | Színész                  | 1. szereposztás (1994) | 2. szereposztás (1995) |
| --------------------------------- | ------------------------ | ---------------------- | ---------------------- |
| Ellen L. Ripley, harmadparancsnok | Sigourney Weaver         | Menszátor Magdolna     | Farkas Zsuzsa          |
| A. J. Dallas, kapitány            | Tom Skerritt             | Harmath Imre           | Vass Gábor             |
| J. M. Lambert, navigátor          | Veronica Cartwright      | Jani Ildikó            | Vándor Éva             |
| S. E. Brett, gépésztechnikus      | Harry Dean Stanton       | Beregi Péter           | Uri István             |
| G. W. Kane elsőtiszt              | John Hurt                | Laklóth Aladár         | Mihályi Győző          |
| Ash, tudományos tiszt             | Ian Holm                 | Fodor Tamás            | Berzsenyi Zoltán       |
| J. T. Parker, főgépész            | Yaphet Kotto             | Varga Tamás            | Melis Gábor            |
| Anya                              | Helen Horton (csak hang) | Debrenti Piroska       | Zsurzs Kati            |

## Rendezői változat
2003-ban Ridley Scott elkészítette a film rendezői változatát, mely egy perccel rövidebb, mint az eredeti. Bizonyos jeleneteket kivágtak, másokat lerövidítettek, de vannak benne új részek is.
- A Nostromo hídján a legénység meghallgatja az idegen adást, majd Lambert beméri annak forrását, és Dallas kérésére ismerteti a bolygó főbb adatait.
- Az idegen tojás vizsgálata közben Kane előveszi lézerpisztolyát.
- Mialatt Dallas és Ash a Kane-re tapadt arctámadót vizsgálják, a folyosón Lambert összeverekszik Ripleyvel, amiért az nem akarta őket beengedni a hajóra.
- Miközben Brett a macskát keresi a C szinten, megpillanthatjuk fölötte az immár kifejlett idegent, amint a lelógó láncok között himbálózik.
- Közvetlenül miután az idegen elragadja Brettet, Parker és Ripley berontanak a helyiségbe, majd rájuk csöpög a technikus vére.
- Ripley végső menekülése során rábukkan az idegen fészkére, ahol megtalálja Brett és Dallas begubózott testét. A kapitány még él és a megváltó halálért könyörög, így a lány mindent feléget lángszórójával.
- Miután az idegen érdeklődve nézegeti a dobozba zárt Jonest, vadul félrelöki a macska ládáját.
- Kivágtak két teljes jelenetet: amikor Ripley megkérdezi Asht, hogy megpróbálkozhat-e az idegen adás megfejtésével, illetve amikor Dallas az idegen elpusztításának lehetőségeiről és saját esélyeiről kérdezi Anyát.
- Jelentősen megkurtították azt a jelenetet, melyben Ripley maga kezdi el az idegen adás megfejtését. Ripley eredetileg Ash-nél érdeklődött, hogy milyen módon próbálkozott eddig az adás megfejtésével.
- Néhány helyen megváltoztatták a hangeffektusokat, illetve két űrjelenetben csillagos háttérre cserélték a korábbi teljes feketeséget.

## Díjak és jelölések
BAFTA-díj (1980)
- díj: legjobb látványtervezés – Michael Seymour
- jelölés: legjobb jelmeztervezés – John Mollo
- jelölés: legjobb vágás – Terry Rawlings
- jelölés: legjobb filmzene – Jerry Goldsmith
- jelölés: legjobb női alakítás – Sigourney Weaver
- jelölés: legjobb férfi alakítás – John Hurt

Oscar-díj (1980)
- díj: legjobb vizuális effektusok – Carlo Rambaldi, Denys Ayling, Nick Allder, Brian Johnson, H. R. Giger
- jelölés: legjobb látványtervezés – Michael Seymour, Ian Whittaker, Roger Christian, Leslie Dilley

Golden Globe-díj (1980)
- jelölés: legjobb eredeti filmzene – Jerry Goldsmith